# Polyphlebium exsectum
Polyphlebium exsectum är en hinnbräkenväxtart som först beskrevs av Kze., och fick sitt nu gällande namn av Ebihara och Dubuisson. Polyphlebium exsectum ingår i släktet Polyphlebium och familjen Hymenophyllaceae. Inga underarter finns listade.